# 安东尼奥·阿雷纳斯
曼努埃尔·安东尼奥·阿雷纳斯·梅里诺（西班牙語：Manuel Antonio Arenas Merino，1808年7月13日—1891年12月27日），秘鲁律师、法学家、政治人物。其政治履历极其丰富，职位跨越行政、立法、司法三界。曾三度拜相（1868年、1876年、1885年），担任过外交部长（1858年、1885年第三次阿雷纳斯内阁）、政府部长（1862年帕斯·索尔丹-乌雷塔内阁、1868年第一次阿雷纳斯内阁）和司法部长（1876年第二次阿雷纳斯内阁），出任过众议员（1858年、1860年）、制宪国会代表（1860年）和参议员（1868年、1870年），且任过众议院议长（1860年），还四次担任最高法院院长（1876年、1885年、1889年、1890年）。除此之外，他还在1872年总统选举中受何塞·巴尔塔总统赞助出任官方候选人，但败给曼努埃尔·帕尔多。在秘鲁共和国革新政府于内战中倒台后，阿雷纳斯出任总理摄行行政，直至安德烈斯·阿韦利诺·卡塞雷斯当选立宪总统。阿雷纳斯是秘鲁历史上唯一一位担任过行政、立法、司法三界首长的公民。

## 早年
安东尼奥·阿雷纳斯于1808年出生于利马，其母亲罗莎·梅里诺是秘鲁国歌的第一位演唱者。在圣马科斯大学毕业后，他成为了一名律师，并在母校任教。1836年，阿雷纳斯加入利马律师协会，1855年当选为会长。此外，他还在1852年成为了圣马科斯大学的校长。

## 政治生涯

### 国会议员
在镇压比万科叛乱后，拉蒙·卡斯蒂利亚于1858年召开非常国会，以选举自己为立宪总统。阿雷纳斯当选为非常国会众议员，在政治派系上属于温和派。
1860年选举中，阿雷纳斯再次当选为国会议员。这一届国会决定在组织两院前修改宪法，因此成为一届制宪国会。保守派议长巴托洛梅·埃雷拉任命阿雷纳斯为特别委员会委员，以审查选民是否赋予了国会修改宪法的权力，审查结果是认为多数选民授权国会修改宪法。接着，阿雷纳斯出任宪法改革计划筹备委员会委员。在制宪国会关于是否废除死刑的辩论中，阿雷纳斯反对完全废除死刑，但主张只对谋杀罪实施死刑。最终，国会以69票对28票，批准只对符合条件的谋杀罪实施死刑。制宪国会散会后，阿雷纳斯就任国会众议员，并当选为众议院议长。

### 政府部长
米格尔·德·圣罗曼于1862年当选总统后，打算任命曼努埃尔·德·门迪武鲁为总理，并邀请何塞·格雷戈里奥·帕斯·索尔丹、何塞·桑托斯·卡斯塔涅达、阿雷纳斯和伊格纳西奥·诺沃亚入阁。由于名声不佳，门迪武鲁婉拒了圣罗曼的邀请，于是圣罗曼任命帕斯·索尔丹为总理。阿雷纳斯在此届内阁中出任政府部长。
| 职务            | 姓名                        | 姓名 |
| --------------- | --------------------------- | ---- |
| 总理 兼外交部长 | 何塞·格雷戈里奥·帕斯·索尔丹 |      |
| 政府部长        | 安东尼奥·阿雷纳斯           |      |
| 司法部长        | 梅尔乔·比道雷               |      |
| 战争部长        | 伊西德罗·弗里桑乔           |      |
| 财政部长        | 何塞·桑托斯·卡斯塔涅达      |      |

本届内阁通过了一项法律，使内阁可以通过一种审议投票限制总统的权力。1963年初，圣罗曼突然病重，4月3日即逝世。阿雷纳斯作为政府部长，于4月9日出席了圣罗曼的葬礼。

### 首次参议员任期
在1863年10月对三分之一国会议席的选举中，阿雷纳斯与何塞·鲁菲诺·埃切尼克竞争了利马众议员的席位，最终埃切尼克胜出，而阿雷纳斯则当选为亚马孙参议员。西班牙占领钦查群岛后，科斯塔斯内阁因受国会反对，又无法得到佩塞特总统支持而辞职。佩塞特最初打算让埃切尼克组织举国一致内阁，内阁成员包括卡斯蒂利亚、哈维尔·马里亚特吉、阿雷纳斯和何塞·加尔韦斯。但最终佩塞特拒绝了埃切尼克提供的内阁人选，并转而命何塞·阿连德组织内阁。阿连德内阁因此很不受欢迎。
比万科内阁向国会递交比万科-帕雷哈条约时引发了国会的激烈反对。作为参议员的阿雷纳斯警告政府，在人民眼中，要么与西班牙开战，要么就应该发动革命推翻政府。政府最终背着国会签署了条约，果然不久后便如阿雷纳斯所言，爆发了革命，使佩塞特被马里亚诺·伊格纳西奥·普拉多推翻。

### 首次拜相
普拉多政府倒台后，迭斯·坎塞科第三次摄行行政，于1868年1月22日组织了以阿雷纳斯为首的内阁。除总理外，阿雷纳斯还出任了政府部长。
| 职务            | 姓名                          | 姓名 |
| --------------- | ----------------------------- | ---- |
| 总理 兼政府部长 | 安东尼奥·阿雷纳斯             |      |
| 外交部长        | 胡安·曼努埃尔·波拉尔-卡拉萨斯 |      |
| 司法部长        | 贝尔纳多·穆尼奥斯             |      |
| 战争部长        | 费尔南多·阿尔维苏里           |      |
| 财政部长        | 何塞·路易斯·戈麦斯·桑切斯     |      |

2月7日，阿雷纳斯遂辞职，原因可能是他不同意完全改选国会的法令。其总理兼政府部长的职位由安东尼奥·古铁雷斯·德·拉·富恩特接任。

### 1872年选举
1872年总统选举前，何塞·巴尔塔总统原本支持埃切尼克竞选总统，然而1871年的预选（选举选举人团）结果却是文官党占优。巴尔塔试图推举一位文官候选人（即阿雷纳斯）与文官党领袖曼努埃尔·帕尔多相抗衡，然而结果已经无法被逆转。1872年4月，选举人团开会选举总统，最终帕尔多以2692票当选总统，而阿雷纳斯只获得了794票。

### 二次拜相
普拉多于1876年再次当选总统（这次是作为文官党人）后，于1876年8月2日组织了以阿雷纳斯为首的内阁。阿雷纳斯在内阁中出任司法部长。
| 职务            | 姓名                         | 姓名 |
| --------------- | ---------------------------- | ---- |
| 总理 兼司法部长 | 安东尼奥·阿雷纳斯            |      |
| 外交部长        | 何塞·安东尼奥·加西亚-加西亚  |      |
| 政府部长        | 曼努埃尔·贝纳维德斯·坎杜埃拉 |      |
| 战争部长        | 佩德罗·布斯塔曼特            |      |
| 财政部长        | 何塞·德·阿拉尼瓦尔           |      |

不久后的8月20日，文官党的反对者组织了一场集会，要求政府调查帕尔多的行政行为。当集会组织者离场时，部分激进者却组织了对联盟俱乐部和帕尔多的房子等建筑的袭击。次日，众议院就此次骚乱发起了对阿雷纳斯和政府部长贝纳维德斯的不信任案，最终在参议院以24票对16票通过。因此，阿雷纳斯和贝纳维德斯在8月26日辞职。总理兼司法部长的职位由特奥多罗·拉·罗萨接任，政府部长的职位则由曼努埃尔·冈萨雷斯·德·拉·科特拉接任。

### 美洲法学家会议
在1877年至1879年于利马举行的美洲法学家会议中，阿雷纳斯代表秘鲁和哥斯达黎加出席，并担任会议主席。

### 与智利谈判
硝石战争期间，阿雷纳斯于1880年10月与奥雷利奥·加西亚-加西亚及玻利维亚方代表胡安·克里斯托莫·卡里略和马里亚诺·巴普蒂斯塔登上停靠在阿里卡湾的美国船拉克万纳号，与智利方代表欧洛希奥·阿尔塔米拉诺、何塞·弗朗西斯科·贝尔加拉和欧塞维奥·利略以及驻秘、玻、智三国的美国部长进行协商谈判。
是次谈判中，秘鲁主张领土无形性、不支付赔偿及让美国负责仲裁。智利则提出了七点主张：一、割让玻利维亚海岸和塔拉帕卡；二、秘玻两国向智利支付2000万比索赔偿金，其中400万比索需是现金；三、归还智利公司及公民在秘玻两国被剥夺的资产；四、归还运输船里马克号；五、废除秘玻两国的秘密联盟协定；六、在前述主张实现前，智利军队占领莫克瓜、塔克纳和阿里卡；七、秘鲁不得在智利归还阿里卡后在阿里卡修筑防御工事，且阿里卡只能作为贸易港使用。若玻利维亚愿意与智利单独缔结条约，智利可将阿里卡和塔克纳交给玻利维亚。智利还否认了接受美国仲裁的可能。另一方面，美国驻智利部长托马斯·A·奥斯本亦不承认美国政府希望成为仲裁者。
拉克万纳会议总共开了三场，分别在10月22日、25日与27日。秘智两国都坚持己见，使谈判破裂。美国驻秘鲁部长艾萨克·P·克里斯蒂安西指责奥斯本在谈判中偏袒智利。

### 与彼罗拉共事
智利攻占伊基克和皮萨瓜后，普拉多出访欧洲寻求支援，尼古拉斯·德·彼罗拉趁机发动政变自任总统，坚持抵抗智利。阿雷纳斯在这时被任命为彼罗拉政府的全权大使。然而秘鲁军队仍节节败退，彼罗拉政府在迁往阿亚库乔后旋即倒台。到了1882年，秘鲁剩余领土内出现了两个政府：从拉马格达莱纳迁往瓦拉斯的利萨尔多·蒙特罗政府和特鲁希略的米格尔·伊格莱西亚斯政府。前者坚持抵抗，而后者希望与智利和谈。特鲁希略政府尽管被彼罗拉、卡塞雷斯和蒙特罗视作伪政府，却也没有得到智利的信任。
1882年1月25日，身在利马（当时利马已被智利占领一年有余）的彼罗拉怀疑美国并不会干涉战局，便与自己的朋友通信，主张组织一个大规模的全国政党。阿雷纳斯出任了政党指导委员会，委员会在同年2月5日发表政党组织法，定党名为民族党。亲加西亚-卡尔德龙（彼罗拉政府迁往阿亚库乔后，加西亚-卡尔德龙成立了一个新政府，即蒙特罗政府的前身。加西亚-卡尔德龙在1881年11月6日被智利俘虏。）的文官党人和宪政党人则发表了一篇针锋相对的文件，发表者中甚至有阿雷纳斯的儿子亚历杭德罗。最终，发表这些文件的人物都遭到了智利当局的惩罚。

### 革新政府
1883年，伊格莱西亚斯政府与智利缔结安孔条约，并组成了受智利支持的“秘鲁共和国革新政府”。阿雷纳斯等民族党人这时成为了革新政府的支持者。1884年，伊格莱西亚斯召开制宪国会，阿雷纳斯当选为代表并出任其主席。制宪国会几乎立即批准了安孔条约，没有进行过多的讨论。制宪国会于1885年5月2日散会后，阿雷纳斯当选为最高法院院长。

### 摄行行政
1885年底，于前一年开始抵抗革新政府的卡塞雷斯领导部队攻入了利马。伊格莱西亚斯见大势已去，便与卡塞雷斯谈判，和平让出权力。两人各派出委员商讨权力递交事宜，最终决定依1860年宪法成立部长委员会组织选举，在选举期间由部长委员会摄行行政。于是，以阿雷纳斯为首的内阁成立。
| 职务            | 姓名                          | 姓名 |
| --------------- | ----------------------------- | ---- |
| 总理 兼外交部长 | 安东尼奥·阿雷纳斯             |      |
| 政府部长        | 何塞·欧塞维奥·桑切斯·佩德拉萨 |      |
| 司法部长        | 曼努埃尔·托瓦尔-查莫罗        |      |
| 战争部长        | 曼努埃尔·贝拉尔德·塞瓦内      |      |
| 财政部长        | 佩德罗·科雷亚-圣地亚哥        |      |

托瓦尔和桑切斯反对任命科雷亚-圣地亚哥为财政部长，但其他委员（这里指参加商讨权力递交事宜的委员）的意见占了上风。是届内阁中，阿雷纳斯出身于亲伊格莱西亚斯的民族党，托瓦尔为伊格莱西亚斯之前的部长，贝拉尔德和桑切斯是原加西亚-卡尔德龙政府的参与者，科雷亚-圣地亚哥则来自商界。内阁成立三天后便开展了总统选举，卡塞雷斯取得了压倒性的胜利。

### 晚年
阿雷纳斯晚年专注于司法工作，在因卡塞雷斯就任而辞去总理职位后，又三次成为最高法院院长（1885年、1889年和1890年）。1891年12月27日，阿雷纳斯在利马去世，享年83岁。